# Idriss Déby
Idriss Déby Itno (Berdoba (Tsjaad), 18 juni 1952 – Ndjamena, 20 april 2021) was een Tsjadisch politicus en sinds 1990 de president van zijn land. Hij was tevens leider van het Mouvement Patriotique de Salut (MPS). 
Déby hing het islamitische geloof aan en behoorde etnisch tot de Zaghawastam.

## Loopbaan
Déby was een van de krijgsheren tijdens de Tsjadische Burgeroorlog die op 2 december 1990 de hoofdstad Ndjamena innamen. In dat jaar werd hij president als opvolger van de verdreven Hissène Habré. Sindsdien werd Déby iedere vijf jaar herkozen, hoewel de verkiezingen niet helemaal vlekkeloos verliepen.
Op 15 maart 2006 claimden de autoriteiten in Tsjaad dat zij een staatsgreep in de kiem hadden gesmoord. Militairen zouden om vier uur in de vroege ochtend hebben geprobeerd het regime van Déby omver te werpen. Het zou de bedoeling zijn geweest om het vliegtuig met de president neer te halen bij terugkeer uit Equatoriaal-Guinea. De staatsgreep zou zijn voorbereid door een generaal en twee familieleden van de president. Zij hebben zich aangesloten bij een groep rebellen die in het oosten van het land en vanuit bases in Soedan tegen het bewind strijden.
Ook bij de verkiezingen van 2 maart 2011 werd Déby herkozen, en wel met 77% van de stemmen. De herverkiezing van Déby kwam niet als een verrassing. Oppositiepartijen hadden de verkiezing geboycot. Zij bestempelden de verkiezingen als een farce.
Déby overleed 20 april 2021 aan verwondingen die hij opliep bij gevechten tegen rebellen in het noorden van het land. Na zijn overlijden werd het parlement ontbonden en een militaire overgangsraad ingesteld.
- Bibsys: 14050969
- Bibliothèque nationale de France: cb135135311 (data)
- Gemeinsame Normdatei: 129698679
- International Standard Name Identifier: 0000 0003 8310 312X
- Library of Congress Control Number: n94050752
- Nationale Bibliotheek van Israël: 987007348171305171
- Nederlandse Thesaurus van Auteursnamen: 113388241
- Système universitaire de documentation: 050440489
- Virtual International Authority File: 306149066604765601931